# Gashadokuro

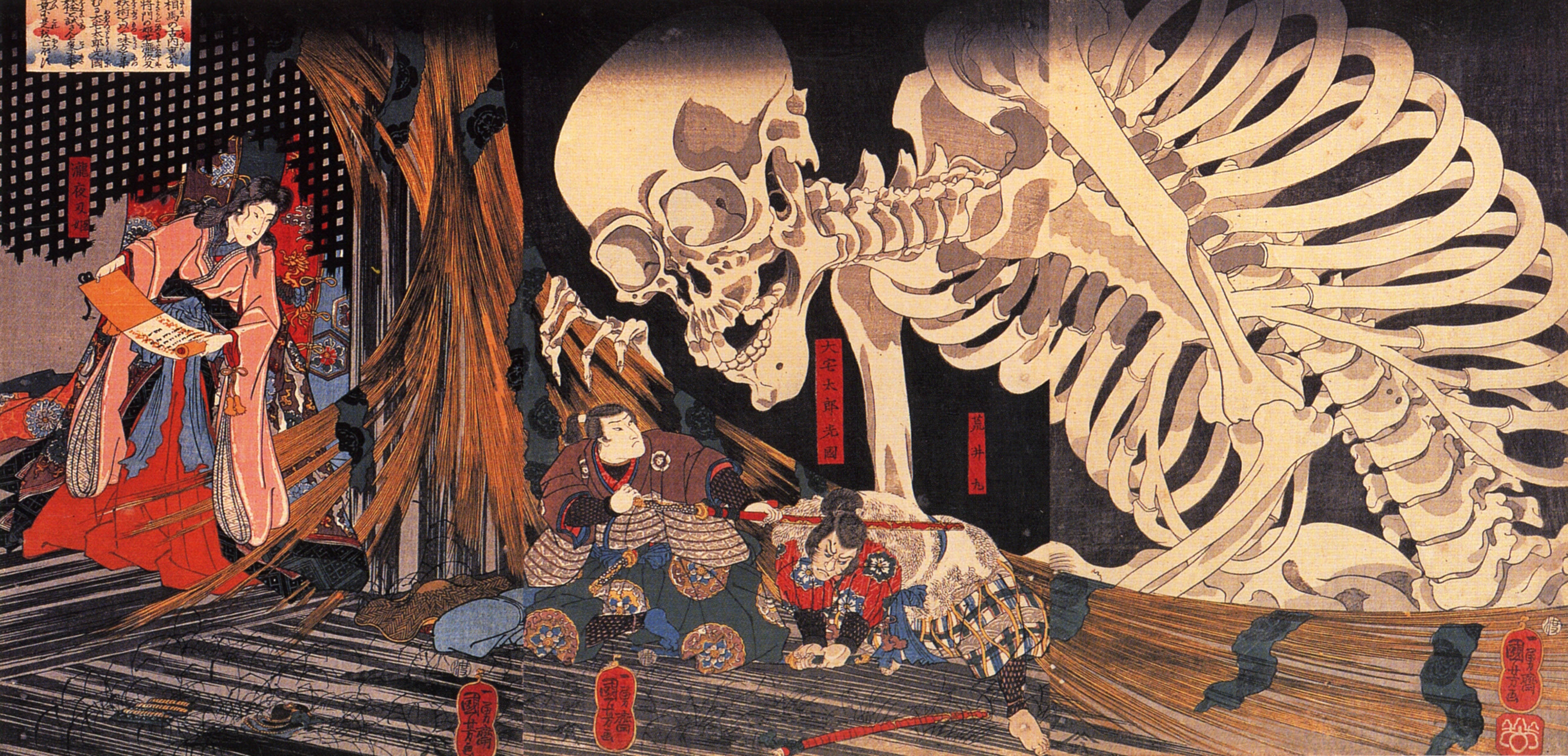
Utagawa Kuniyoshi, aussi connue sous le nom Takiyasha la sorcière et le fantôme du squelette.

Les gashadokuro (がしゃどくろ), littéralement « squelette affamé », aussi appelés Odokuro (おどくろ), sont des créatures mythiques du folklore japonais.

## Mythologie
Les gashadokuro sont des esprits prenant la forme de squelettes géants et étant quinze fois plus grands qu'une personne moyenne ; il est dit qu'ils sont créés à partir des amas d'os de personnes mortes de la famine ou dans les batailles, sans avoir été enterrées. Ces yōkai errent après minuit, attrapant les voyageurs solitaires et leur mordant la tête afin d'en boire le sang qui en découle. Il y a un moyen de savoir quand ils sont en approche, dès lors que leurs victimes entendent un bourdonnement sourd dans les oreilles. Les gashadokuro ont la réputation de posséder les pouvoirs d'invisibilité et d'invincibilité, bien que les o-fuda sont supposés les conjurer.

## Dans la culture populaire
La représentation de gashadokuro la plus connue est le triptyque d'estampes d'Utagawa Kuniyoshi, Takiyasha la sorcière et le fantôme du squelette, datant de 1844 et mettant en scène une princesse invoquant ce yōkai afin de protéger le palais de ses ennemis.
On le retrouve également fréquemment dans la culture populaire moderne, notamment dans le film d'animation Pompoko (1994),Kubo et l’armure magique(2016),  dans le manga One Piece (1997), ou encore dans les jeux vidéos The Legend of Zelda: Majora's Mask (2000), Yo-kai Watch 2 (2014-2017), Dark Souls III (2016)ou Nioh (2017)